# Phiala difficilis
Phiala difficilis är en fjärilsart som beskrevs av Embrik Strand 1911. Phiala difficilis ingår i släktet Phiala och familjen Eupterotidae. Inga underarter finns listade i Catalogue of Life.